# (35451) 1998 CW4
1998 CW4 (asteroide 35451) é um asteroide da cintura principal. Possui uma excentricidade de 0.17451180 e uma inclinação de 13.03505º.
Este asteroide foi descoberto no dia 6 de fevereiro de 1998 por Eric Walter Elst em La Silla.